# Faculté de Droit de King's College London

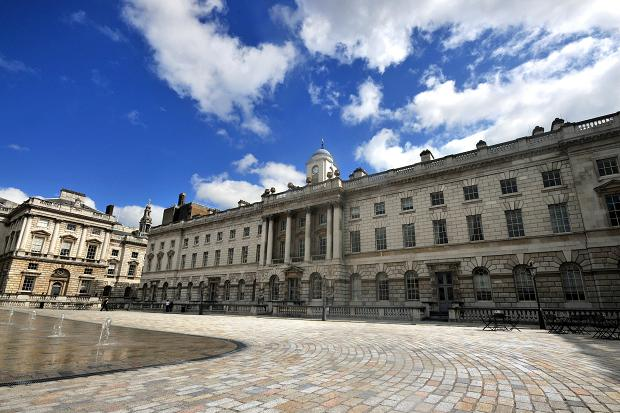

La Faculté de droit de King's College London, dont le nom officiel est Dickson Poon School of Law, est une faculté de droit prestigieuse, située dans l'aile est de Somerset House. Elle est l'une des neuf facultés de l'université King's College London.

## Histoire
Le droit a commencé à être enseigné au King's College London à compter de 1831. La discipline était à l'origine enseignée au sein du Senior Department.
En 1839, l’enseignement du droit a été transféré au Département de la littérature générale. À compter de 1893, le droit est enseigné au sein de la Faculty of Arts, section Laws and Economics.
La Faculté de droit est officiellement fondée comme entité autonome en 1909 et est nommée School of Law en 1991.
En 2012, la faculté prend son nom officiel de « Dickson Poon School of Law » en l'honneur de l'homme d'affaires Dickson Poon, qui a fait un don de 20 millions de Livres à l'université pour développer la faculté de droit.

## Localisation
L'école de droit est située au cœur du secteur juridique londonien.
Elle était à l'origine abritée dans des bâtiments situés près du Strand and Embankment le long de la Tamise.
Le 7 décembre 2009, l'université a annoncé que l'Ecole allait être relocalisée dans l'aile Est de Somerset House, un bâtiment typique de l'architecture néoclassique, érigé par William Chambers à la fin du 18e siècle.
En février 2012, l’aile Est rénovée est officiellement inaugurée.

## Anciens élèves
Cette section présente une liste d'anciens élèves de la Faculté de Droit de King's College London. La liste n'est pas exhaustive.
- (en) Shafique Ahmed, ancien vice-premier ministre bangladais
- (en) Michael Ashikodi Agbamuche, ministre de la Justice du Nigéria (1994–1997)
- (en) Brian Altman, président du Counsel for the Independent Inquiry into Child Sexual Abuse
- Geórgios Anastasópoulos, parlementaire grec
- (en) Geraldine Andrews, juge à la High Court (2013–)